# Лягустера
Лягустера — муніципалітет в Іспанії, в Каталонії, в комарці Гіронес. Протягом 20-го століття він був відомий виробництвом пробки та виробів з неї. Він розташований 20 км на південь від Жирони і 15 км на захід від Середземного моря.
Між 1892 і 1969 роками Льягостера була з’єднана з містом Жирона та портом Сан-Феліу-де-Гішульс вузькоколійною залізницею Сан-Феліу-де-Гішольс-Жирона. Відтоді лінію було перетворено на зелену дорогу.

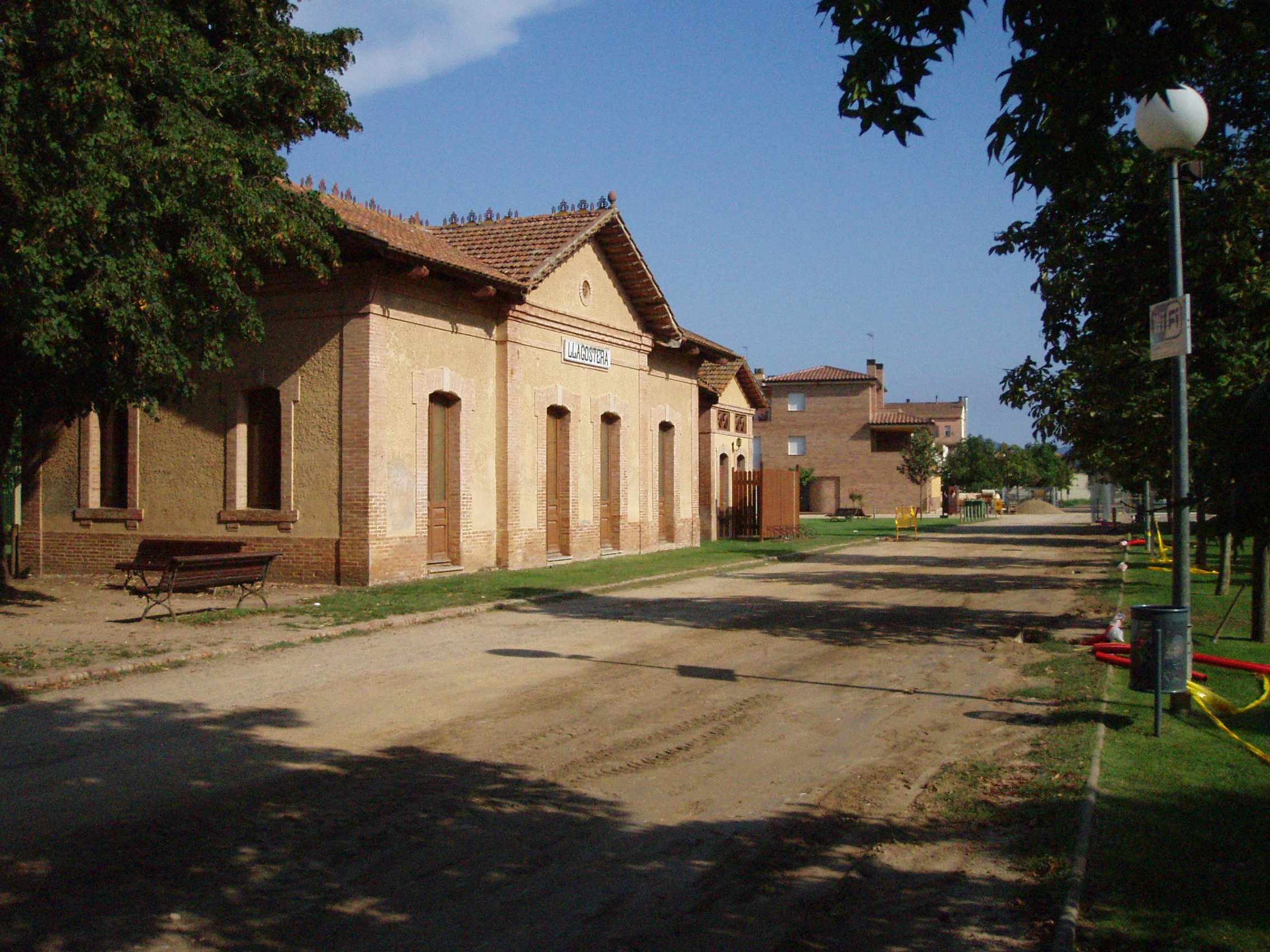
Старий вокзал

## Спорт
Льягостера — найменше місто, де коли-небудь була команда у двох вищих дивізіонах іспанського футболу, UE Llagostera. Вони виграли Кубок Федерації Іспанії 2020 року.